# La Celle-sous-Gouzon
La Celle-sous-Gouzon è un comune francese di 143 abitanti situato nel dipartimento della Creuse nella regione della Nuova Aquitania.

## Società

### Evoluzione demografica
Abitanti censiti